# 加德雷爾嶺
77°32′S 168°50′E / 77.533°S 168.833°E
加德雷爾嶺（英語：Guardrail Ridge）是南極洲的山嶺，位於羅斯島，屬於凱爾山的一部分，長4公里，最高點是海拔高度2,200米的舍爾夫峰，現時由南極條約體系管理。